# Волково (Качановська волость)
Волково (рос. Волково) — присілок в Палкінському районі Псковської області Російської Федерації.
Населення становить 7 осіб. Входить до складу муніципального утворення Качановська волость.

## Історія
Від 2015 року входить до складу муніципального утворення Качановська волость.

## Населення
| 2001 | 2002 | 2010 | 2013 | 2016 |
| ---- | ---- | ---- | ---- | ---- |
| 4    | ↘0   | ↗3   | ↗8   | ↘7   |